# Андреа да Барберино
Андреа да Барберино (итал. Andrea da Barberino, букв. «Андреа из Барберино»; настоящее имя Андреа Манджаботти, Маньяботти или Менгаботти, Andrea (de') Mangiabotti/Magnabotti/Mengabotti; ок. 1370—1432) — итальянский писатель.

## Биография
Родился в Барберино-Валь-д’Эльса близ Флоренции. По профессии был певцом, как он сам упоминает, но неясно, то ли уличным певцом, то ли церковным певчим.

## Творчество
Андреа перелагал в итальянскую прозу французские эпические песни: «Аспрамонт», «Угоне д’Алверниа», «Нарбоннские истории», «Айолфо дель Барбиконе», последние исследования атрибутируют ему также «Ринальдо».
Самые известные и самые характерные книги Андреа да Барберино — «Гверино по прозвищу Горемыка» и «Французские короли», ставшие народными книгами и дошедшие в таком качестве почти до наших дней (Антонио Грамши пишет о «Гверино» с таким же раздражением, как Некрасов о «милорде глупом»). «Французские короли» стали первоисточником русской лубочной «Повести о Бове Королевиче».